# Jaime Lamo de Espinosa
Jaime Lamo de Espinosa y Michels de Champourcin (Madrid, 4 de abril de 1941) es un economista, doctor ingeniero agrónomo, político y profesor universitario español, que fue ministro de Agricultura, de 1978 a 1981 con Adolfo Suárez y Ministro adjunto al Presidente (1982) con Leopoldo Calvo Sotelo. Tiene los títulos de XIII marqués de Mirasol y XIV barón de Frignani y Frignestani.

## Biografía
Es hijo de Emilio Lamo de Espinosa y Enríquez de Navarra y de María Luisa Michels de Champourcin Morán de Loredo, originario de Madrid y que fue procurador en Cortes durante el franquismo. Estudió ingeniería agrónomica y ciencias económicas en la Escuela Técnica Superior de Ingenieros Agrónomos de Madrid y en la Universidad Complutense de Madrid. Obtuvo la cátedra de Economía y Política Agraria en la Escuela de Ingenieros Agrónomos de la Universidad Politécnica de Valencia con 30 años. Posteriormente, fue catedrático de Economía y Política Agraria de la Universidad Politécnica de Madrid (1976) en la Escuela Técnica Superior de Ingenieros Agrónomos de Madrid, hasta su jubilación. Hoy es profesor emérito de la Universidad Politécnica de Madrid.
Director y fundador del Máster en Comunidades Europeas de la UPM (desde 1985 hasta 1994), que fue el primer máster en Comunidades Europeas que se creó en España. 
Fundador, creador e impulsor del Centro de Investigación y Documentación Europeo (CEYDE) que se creó en 1985 en la UPM auspiciado por la Comisión Europea y es el primer centro de esa naturaleza que se crea en España.
Casado con Carmen Rocamora García-Iglesias, tiene 4 hijas: Patricia, Elena, María Luisa y María del Carmen, así como 7 nietos.

## Actividad política
En los últimos años del franquismo, ocupó algunos cargos públicos: subcomisario del Plan de Desarrollo, en 1973. También en 1973, fue nombrado director del gabinete técnico del Ministerio de Agricultura, pasando a ser director general de Industrias Alimentarias en 1974. 
Subsecretario del Ministerio de Agricultura en 1976. De la mano de Fernando Abril Martorell, ingresó en UCD en 1977,  vicepresidente tercero en 1977. Fue elegido diputado por la provincia de Castellón, en las elecciones generales de 1979. Adolfo Suárez lo nombró ministro de Agricultura, en la remodelación de su primer gobierno, permaneciendo en el cargo de febrero de 1978 al 2 de diciembre de 1981, y desde entonces, ministro adjunto a la Presidencia hasta julio de 1982. Fue portavoz de UCD en el Congreso de 1981 a 1982. Siendo ministro, presidió la XX Conferencia Mundial de la FAO (la Organización para la Alimentación y Agricultura de la ONU) en 1979. En 1980 presidió la Conferencia de Ministros de Agricultura de la OCDE. Tras el derrumbe electoral de UCD en 1982, se retiró de la política activa.
Durante su etapa como ministro de Agricultura se aprueban las leyes de Seguros Agrarios (1978), de Arrendamientos Rústicos (1980), de Agricultura de montaña (1982), de Montes Vecinales en Mano Común (1980), de Fincas Manifiestamente Mejorables (1979), Explotación Familiar y jóvenes Agricultores (1981), de Contratación de Productos Agrarios (1982).
Negoció con la CEE durante los años como Ministro el Capítulo Agrario de la adhesión de España a la CEE. Y transformó el ministerio en Ministerio de Agricultura, Pesca y Alimentación, incorporando las competencias completas del sector FAO.
En 1986 ingresó en el Partido Liberal, pero se dio de baja poco después. En 1991 la Comisión Europea le otorgó la Cátedra Jean Monnet. En 1995 fue nombrado asesor del presidente de la Generalidad Valenciana. También ha sido miembro del consejo de administración de diversas empresas y miembro del consejo social de la Universidad Jaime I de Castellón. Es hijo adoptivo de la ciudad de Requena.
Presidió la Asociación Nacional de Constructores Independientes (ANCI) desde 1996 a 2021. Tras cesar a petición propia, fue nombrado Presidente de Honor.
Es Vicepresidente 1º de la Real Sociedad Matritense de Amigos del País y miembro de su Junta Directiva desde 2014.

## Premios
- Máster de Oro del Fórum de Alta Dirección (1989).
- "Economía”. Ayuntamiento de Valencia (1996).
- Medalla de Plata del Colegio Oficial de Ingenieros Agrónomos de Centro y Canarias (1996).
- Premio Rey Jaime I  de Economía (1999) (Miembros del Jurado de Economía 1999: Presidente: Dr. Lawrence Klein Premio Nobel de Economía 1980. Dr. James A. Mirrlees Premio Nobel de Economía 1996; Dr. Frank Hahn Profesor de Economía de la Universidad de Cambridge).
- Insignia de Honor de la Asociación de Antiguos Alumnos del Colegio del Pilar (2000).
- Colegiado de Honor del Colegio Oficial de Ingenieros Agrónomos de Centro y Canarias (mayo de 2001).
- Medalla de Oro al Mérito Académico de la Real Academia de Doctores (2005).
- Miembro de Honor del Instituto de Ingeniería de España (2005).
- Medalla de Honor de la UPM (2015).
- Miembro del Colegio Libre de Eméritos. Madrid (2018).

## Condecoraciones
- Gran Cruz del Mérito Civil
- Gran Cruz del Mérito Agrícola
- Gran Cruz de Isabel la Católica

- Gran Cruz de Carlos III
- Gran Cruz al Mérito de la República Federal de Alemania
- Gran Cruz Oficial al Mérito de la República Francesa
- Gran Cruz del Águila Azteca de México
- Medalla de Oro al Mérito del Consejo de Europa
- Comandante de la Orden de Leopoldo II del Reino de Bélgica
- Gran Cruz de la Orden de Bernardo O'Higgins de Chile
- Medalla del Tribunal de la Aguas de Valencia y Síndico de honor
- Medalla de Honor de la Universidad Politécnica de Madrid
- Insignia de Oro de la organización profesional agraria ASAJA (Ávila, 14 de mayo de 2022)

## Obras
- Bueno Gómez, M., Lamo de Espinosa, J., Baz Izquierdo, F. (1966) Explotaciones en común de la tierra y concentración parcelaria. SNCPOR. CDU 334.6:63(46) / 333.51(46)
- Bueno Gómez, M., Lamo de Espinosa, J., (1967) Clasificación económica de las explotaciones agrarias de la Alta Meseta. SNCPOR. CDU:631.1(460.18)
- Lamo de Espinosa, Jaime (1992). Hablando sobre Requena. COVI Requena. ISBN 8460437574
- Lamo de Espinosa, Jaime (1997). La Década Perdida: 1.986-1.996: La Agricultura española de Europa. Mundi Prensa . ISBN: 8471146665
- Lamo de Espinosa, J., Tamames,R. y Buxadé,C.(1997)La aplicación del sistema de cuotas lácteas en España. Fundación Estudios Lácteos(FESLAC)CDU:637.1:338.439.4(460)/637.1:330.439.4:351.823.1(4-672 UE)
- Lamo de Espinosa, J.  y Jiménez Díaz, R. M. (1998). La agricultura sostenible. Agrofuturo. ISBN 8471147181
- Lamo de Espinosa, Jaime (1998). La nueva política agraria común (PAC). Encuentro. ISBN: 8474904668
- Lamo de Espinosa, Jaime (2010). Cartas de la tierra. Eumedia. ISBN: 9788484763932
- Lamo de Espinosa, Jaime (2012). Joaquín Costa: agricultura, agronomía y política hidráulica. Eumedia. ISBN:9788493603267
- Lamo de Espinosa, Jaime (2015). Fray Antonio de Jesús. Monte Carmelo. ISBN: 9788483537152
- Lamo de Espinosa, Jaime (2017). El agua en el mundo – el mundo del agua. Bilingüe. Real Academia de Ciencias Económicas y Financieras. ISBN: 9788461775491
- Lamo de Espinosa, Jaime (2020). La transición agraria 1976-1982. MAPA. ISBN 9788449115592

Director de la revista VIDA RURAL y AGRONEGOCIOS desde 1994.
Consejero de la Revista de Derecho Agrario y Alimentación, desde su fundación.
Ha publicado numerosos artículos (por encima del centenar) en revistas científicas españolas y extranjeras. 

## Academias
- Academia de Agricultura de Francia (1991)
- Real Academia de Doctores (1992)
- Real Academia de Ciencias Económicas y Financieras del Instituto de España (2004)
- Real Academia de Gastronomía (2017)

## Asociaciones
- Asociación Antiguos alumnos del Colegio del Pilar.
- Miembro Fundador (1965) de la Asociación Española de Economía y Sociología Agrarias y de la Asociación Internacional de Economistas Agrarios (1971)
- Miembro de la Asociación Española de Derecho Agrario (desde 1966).
- Presidente de la Federación Española de Envases y Embalajes (FEYE) (1990-1992)
- Vicepresidente 1º del Fórum de Alta Dirección (desde 1991 -2008).
- Presidente de AGROFUTURO (hasta año 1999, en que se disuelve).
- Miembro del Capítulo Valenciano y Español del Club de Roma
- Vicepresidente 1º de la Real Sociedad  Económica Matritense de Amigos del País. Miembro de su Junta Directiva desde 2014

## Fundaciones
- Patrono de la Fundación Cultural del ICO (Instituto de Crédito Oficial), desde enero de 2001.
- Fundador y Patrono de la Fundación de la Transición Española Archivado el 14 de noviembre de 2021 en Wayback Machine. (Desde 2013).
- Fundador, patrono de la Fundación España Constitucional. Actualmente Vicepresidente de la misma.
- Asesor y miembro del Consejo Asesor de la Fundación Botín (Desde 2011)